# St. Martin’s Press
St. Martin’s Press — книжное издательство, расположенное в Эквитабл-билдинг на Манхэттене. St. Martin’s Press считается одним из самых крупных англоязычных издательств, оно публикует около 700 изданий в год под шестью разными импринтами.
Подразделения включают St. Martin’s Press (популярные книги и бестселлеры), St. Martin’s Griffin (популярные книги в мягкой обложке, включая художественную литературу и публицистику), Minotaur (детективы, саспенс и триллеры), Castle Point Books (специальная литература), St. Martin’s Essentials (lifestyle), и Wednesday Books (подростковая литература).
Главным редактором St. Martin’s Press в настоящее время является Джордж Витте. В 2016 году издателем была назначена Дженнифер Эндерлин (англ. Jennifer Enderlin). В 2018 году председателем была назначена Салли Ричардсон (англ. Sally Richardson).

## История
После продажи в 1951 году доли в Macmillan US, британское отделение Macmillan Publishers в 1952 году основало издательство St. Martin’s и назвали его в честь улицы St Martin's Lane в Лондоне, где располагалась штаб квартира Macmillan Publishers. St. Martin’s поглотила Tor-Forge Books (научная фантастика, фентези и триллеры). В 1995, Macmillan было продано Holtzbrinck Publishing Group, группе издательских компаний принадлежащих Verlagsgruppe Georg von Holtzbrinck, это семейный издательский концерн находящийся в Штутгарте, который также владеет другими издательствами, включая Farrar, Straus and Giroux (в основном художественная литература), Henry Holt and Company (публицистика).
St. Martin’s публикует таких авторов как Mary Kay Andrews, Casey McQuiston, Билл О’Райли, Си Джей Бокс, Linda Castillo, Энн Кливз, Кристин Ханна, Линда Лопес, Ben Coes, Луиза Пенни, Нора Робертс, Рейнбоу Рауэлл, Ian K. Smith, Sally Hepworth, N. Leigh Dunlap и Jocko Willink. Также оно публикует сборники кроссвордов New York Times.
Отделение учебной литературы, Bedford-St. Martin's, было основано в 1981 году. В 1984, издательство St. Martin’s стало первым крупным издателем отраслевых книг выпустившим свои книги в жёсткой обложке через свою компанию издающую книги в мягкой обложке, St. Martin’s Mass Market Paperback Co., Inc.

## Импринты
- St. Martin’s Press (популярные книги и бестселлеры)[8]
- St. Martin’s Griffin (популярные книги в мягкой обложке, в том числе любовные романы)[9]
- Minotaur (Детективы, саспенс и триллеры)[10]
- Castle Point Books (специальная литература)[11]
- St. Martin’s Essentials (lifestyle)[12]
- Wednesday Books (подростковая литература)[13]